# Тацит
Та́цит (лат. Tacitus; близько 56 — бл. 117) — римський історик, політичний, державний діяч Римської імперії. Консул-суффект 97 року. Автор трактатів «Аннали», «Германія». Повне ім'я — Публій (Гай) Корнелій Та́цит (лат. Publius (Gaius) Cornelius Tacitus).

## Біографія
Тацит Публій (Гай) Корнелій відомий нам лише своїми працями, біографічних даних майже не збереглося.
Народився, ймовірно, в Нарбонській Галлії (в м. Інтерамні, нині м. Терні в Італії) у сім'ї прокуратора. Належав до нової знаті, що вийшла з провінцій, на яку спиралися імператори Флавії. Він починав свою кар'єру і прославився як оратор. Імператором Веспасіаном включений до сенатського стану. Обіймав ряд високих державних посад — претора, при імператорі Титі обійняв посаду квестора, консула в 97 році, проконсула провінції Азія у 112 — 113 роках. З 80-х років — член почесної жрецької колегії. Був одружений з дочкою полководця Юлія Агріколи.

## Історик
Основні твори, що збереглися: «Агрікола» (97-98) — біографія типового представника нової служилої знаті, полководця і тестя Тацита; «Германія» (98) — нарис суспільного устрою, релігії та побуту германських племен; «Діалог про ораторів» (між 102—106); «Історія» (105—111) — висвітлює життя Риму та всієї імперії у 69-96 (з 14 книг дійшли до нас кн. 1-4 і поч. кн. 5-ї) та «Аннали» (над ними Тацит працював до самої смерті), присвячені історичним подіям 14-68 (працю не закінчено, збереглися кн. 1-4, 12-16, в уривках кн. 5, 6, 11). Центральна проблема творчості Тацита — оцінка імперії та її історичної ролі. В імперії Тацит вбачав необхідний етап історії Риму, неминучу форму економічної та військово-політичної організації держави, яка закономірно змінила республіку, що себе вичерпала. На трактуванні Тацитом історичних процесів, що відбувалися в імперії у 1 ст. н. е., позначилися криваві ексцеси, деспотичне свавілля кін. 90-х років під час правління Доміціана. У його зображенні імператори виступають не тільки як носії прогресу, але і як криваві тирани. Діалектичне розуміння прогресу та історії становить найціннішу рису Тацита як історика. У «Германії» Тацит згадує про народ венетів як сусідів германських племен у районі р. Вісла. На думку фахівців, ця згадка є запозиченням з «Природничої історії» Плінія Старшого і, можливо, інших творів. У працях Тацита також містяться цінні відомості про сарматів і Боспорську державу.

## Політичні погляди
Тацит виділяє три основних типи державного устрою: монархію, аристократію, демократію. Жодній з них Тацит не віддає переваги, критикує всі три форми правління. Монархію критикує за те, що не існує надійних засобів для запобігання її переходу в тиранію, яку Тацит ненавидить, за що Пушкін назвав історика «бичем тиранів». Скептично ставився до сучасного йому римського сенату, критикуючи сенаторів за те, що вони схиляються перед імператорами. Не високої думки Тацит і про римський народ, під яким розуміє перш за все населення Риму і про який пише, що «у нього немає інших державних турбот, крім турботи про хліб» («Історія», 4,38), або, що воно «звичайно чекає переворотів, але в той же час веде себе надто боягузливо» («Аннали», 15, 46). Політичний ідеал Тацит бачить у найдавнішій римській республіці, коли в суспільстві, на його думку, панували справедливість, доброчесність, рівність громадян.